# Układ termodynamiczny

Termodynamika dotyczy nie tylko procesów zachodzących w układzie. Obejmuje zjawiska zachodzące na jego granicy (wymiana materii i energii) oraz zmiany stanu otoczenia, związane ze zmianami w układzie.

Stan gazu można jednoznacznie opisać podając dwa parametry stanu, np. ciśnienie (p) i temperaturę (T) lub temperaturę i objętość (v). Trzeci z parametrów, które zmieniają się w czasie dostarczania energii na sposób ciepła lub pracy zmiany objętości (–p Δv), określa odpowiednie równanie stanu, np. równanie stanu gazu doskonałego (równanie Clapeyrona).

Układ termodynamiczny – rodzaj układu fizycznego, czyli zespołu wzajemnie oddziałujących obiektów makroskopowych (ciał i pól), które mogą wymieniać energię i materię. Układ jest oddzielony od otoczenia jednoznacznie zdefiniowaną granicą, istniejącą realnie i dostrzegalną albo czysto myślową. Wyodrębniony zespół obiektów nazywa się układem termodynamicznym wtedy, gdy jest przedmiotem badań prowadzonych metodami termodynamicznymi, pozwalającymi opisać stan układu w różnych warunkach oraz przemiany, które w nim zachodzą.
Stan układu jednoznacznie charakteryzuje odpowiednia, zależna od rodzaju układu, liczba parametrów stanu lub wartości funkcji nazywanych funkcjami stanu. Wartości tych funkcji są zależne wyłącznie od parametrów stanu.
Do określania kierunku procesów samorzutnych są stosowane takie funkcje stanu, które w stanie równowagi termodynamicznej mają wartość ekstremalną. Różnice między wartościami tych funkcji w dowolnym stanie i w stanie równowagi są miarą siły napędowej procesów, w związku z czym nazywa się je potencjałami termodynamicznymi, np.:
- dla przemian zachodzących warunkach u,v = const – potencjałem termodynamicznym jest entropia (s), która osiąga maksimum w stanie równowagi (największy „nieporządek”)
- w warunkach v, s = const – potencjałem termodynamicznym jest energia wewnętrzna (u), która osiąga minimum w stanie równowagi i jest nazywana potencjałem izochoryczno–izentropowym

## Klasyfikacja układów na podstawie rodzaju granicy
Biorąc pod uwagę możliwości wymiany materii i energii między układem a jego otoczeniem układ może być:
- izolowany – brak możliwości wymiany materii i energii,
- zamknięty – możliwa wymiana energii, brak możliwości wymiany materii,
- otwarty – możliwa wymiana materii i energii.

Za przykład układu zamkniętego uważa się Wszechświat. Głównym obiektem badań termodynamiki chemicznej są układy otwarte i zamknięte. Energia może być przekazywana układowi przez otoczenie (umownie – wartości dodatnie) lub z układu do otoczenia (umownie – wartości ujemne). Z wymianą energii wiąże się wykonywanie pracy lub wymiana ciepła (używane są określenia „wymiana energii na sposób ciepła” lub „na sposób pracy”).
Wykonywaną pracą jest praca objętościowa lub nieobjętościowa, np. praca prądu elektrycznego.
Wymiana energii na sposób ciepła zależy od rodzaju osłony otaczającej układ. W skrajnych przypadkach są to osłony:
- adiabatyczne (cieplne, termiczne)[1][3], wykonane z niemal doskonałego izolatora,
- diatermiczne[1], wykonane z niemal doskonałego przewodnika.

## Klasyfikacja układów na podstawie liczby składników i faz
Termodynamiczny opis układu, to taki zbiór liczbowych wartości parametrów, który umożliwia dokładne odtworzenie tego układu. Liczba niezbędnych parametrów jest zależna od:
- liczby składników układu, tzn. indywiduów chemicznych,
- liczby faz termodynamicznych.

Z tego punktu widzenia wyróżnia się układy:
- jednorodne (według innych źródeł określane jako jednorodne chemicznie[3]) lub niejednorodne, tzn. zawierające jeden lub więcej składników,
- jednolite (według innych źródeł nazywane jednorodnymi fizycznie[3]) lub niejednolite, tzn. zawierające jedną lub więcej faz.

Układ jednorodny (jednoskładnikowy) może być, zależnie od parametrów fizycznych, układem jednolitym lub niejednolitym (jedno– lub wielofazowym). Ilustruje to przykład wody (jeden składnik), która może tworzyć różne układy jednolite (np. tylko lód, tylko para) lub niejednolite, o dwóch lub trzech fazach (ciecz i para, ciecz i lód, para i lód lub para, ciecz i lód – w punkcie potrójnym). Analogicznie układy niejednorodne (wieloskładnikowe) mogą być jednolite (jednofazowe) lub niejednolite (wielofazowe). W tym przypadku o liczbie współistniejących faz decyduje liczba i udziały składników oraz warunki fizyczne (zobacz np. stop żelaza z węglem, mieszalność cieczy, heteroazeotrop, ekstrakcja). Termodynamika określa zależność maksymalnej liczby faz, które mogą współistnieć w układzie niejednolitym, od liczby jego składników (reguła faz).

## Opis stanu układu
Spośród wielu parametrów, które mogą określać stan układu, wybierana jest tylko ich część, niezbędna i wystarczająca do jednoznacznego opisu. Są to tzw. parametry niezależne (wolne). Pozostałe parametry są funkcjami parametrów niezależnych.
Do jednoznacznego opisu układu termodynamicznego, który jest jednorodny i jednolity wystarczają wartości dwóch parametrów. Układ, jakim jest np. jednoskładnikowy gaz, jest jednoznacznie opisany przez podanie wartości ciśnienia i temperatury, ponieważ wartość objętości nie jest niezależna – wynika z odpowiedniego równania stanu, np. równana stanu gazu doskonałego lub równania van der Waalsa.
Jednoznaczny opis układu niejednorodnego i niejednolitego wymaga podania informacji o stężeniach (np. ułamkach molowych (x)) składników w każdej z faz.
Parametry, stosowane w opisach układów termodynamicznych, mogą być:
- intensywne, tzn. niezależne od wielkości układu, np. ciśnienie, temperatura, stężenia składników, objętości molowe, molowe energie wewnętrzne, entropie i inne wielkości molowe (oznaczane dużymi literami, np. dla składnika i: Vi, Ui, Si),
- ekstensywne, tzn. zależne od wielkości układu, np. objętość, masy lub liczby moli składników, łączna objętość, energia wewnętrzna, entropia (oznaczane małymi literami, np. v, u, s).

Związki funkcyjne między parametrami intensywnymi nazywa się równaniami stanu. Parametry ekstensywne nazywa się funkcjami termodynamicznymi lub funkcjami stanu.